# 新疆ウイグル再教育収容所
新疆ウイグル再教育収容所（しんきょうウイグルさいきょういくしゅうようじょ、簡: 新疆职业技能教育培训中心; 英: Xinjiang internment camps）は、中華人民共和国（中国）新疆ウイグル自治区にある施設である。中国政府は職業訓練センターであるとしているが、中国国外の複数のメディアや政府は被害者とされる人物による目撃証言や内部資料とされる情報を根拠に、この施設が強制収容所であると主張している。2014年のウルムチ駅爆発事件以降、「テロとの人民戦争」（厳打暴恐活動専項行動）としてウイグル人ムスリムを教育するために習近平総書記の中国共産党核心体制において設置された。
中国政府は職業訓練センター（中国語: 職業技能教育培訓中心、英語: Vocational Education and Training Centers)と呼んでいる。
2016年8月に新疆ウイグル自治区の首長にあたる共産党委員会書記に陳全国が就任してから公共安全危害罪に問われたウイグル人の投獄件数が急増し、2007年に1710人だった逮捕件数は2017年に6万510人となった。多数のウイグル人らが令状なしで逮捕されていると主張されており、ウイグル人のほか、カザフ人、キルギス人、回族などの中国のイスラム教徒、キリスト教徒なども勾留されているとも主張されている。
2019年7月には、オーストラリア、フランス、ドイツ、日本、イギリスなど22国の国連大使が中国のウイグル人大量勾留と人権蹂躙を非難し、収容所の閉鎖を要求したが、一方でシリア、ロシア、エジプト、アラブ首長国連邦、サウジアラビア、パキスタン、北朝鮮、ミャンマー、フィリピンなど50ヵ国は、中国のウイグル人テロ対策を承認するとの声明を発表し、中国における人権問題の著しい成果を称賛した。2021年6月の国連人権理事会で、オーストラリア、イギリス、フランス、ドイツ、日本、アメリカなど40カ国超が、ウイグル人の人権状況について「深刻な懸念を抱いている」との共同声明を発表した。

## 概要
当初中国政府はキャンプの存在を否定していたが、2017年からジャーナリスト、学者などが衛星写真、目撃証言をもとにフェンスと監視塔に囲まれた秘密施設を指摘し、翌2018年10月に新疆ウイグル自治区主席のショハラト・ザキルは「職業訓練学校」として存在を認め、1990年代から2016年まで度々起きてきたテロ事件の撲滅と根絶に成功したとアピールした。また、施設は、キューバのグアンタナモ湾収容キャンプと同様に、テロとの戦いに必要な措置である、とも主張した。
2019年11月16日、ニューヨーク・タイムズがXinjiang Papers（新疆文書）として中国政府の内部リークを報じた。これによれば、キャンプは2014年のウルムチ駅爆発事件後に「対テロ人民戦争」 を掲げた習近平総書記兼国家主席が同年5月の新疆工作座談会での秘密演説で「人民民主独裁の武器を躊躇なく行使せよ、情け容赦は無用だ」と指示したことを受けて設置されたとされる。共産主義犠牲者記念財団の研究員であり福音派として神学校講師も務めるエドリアン・ゼンツはJournal of Political Riskの記事で、「特に2016年に陳全国が新疆ウイグル自治区の党委書記に、朱海侖が党委副書記兼政法委員会書記にそれぞれ就任し、翌2017年2月の決起大会で朱海侖が「人民民主独裁の強力な拳で、全ての分離主義者とテロリストは粉砕する」と演説して以降に大規模な勾留が始まり、「再教育」と称した洗脳政策が行われている。」と主張した。
ニューヨーク・タイムズのリーク直後の24日、BBCパノラマやガーディアンなど17の報道機関が参加する国際調査報道ジャーナリスト連合（ICIJ）が内部文書を基に収容所の運営や拘束法などを「チャイナ・ケーブル」として報じた。
チャイナ・ケーブルには2017年に新疆ウイグル自治区の共産党副書記で治安局長の朱海侖が、収容施設責任者らに宛てた9ページの連絡文書も含まれている。中国側は文書は偽物だと反論した。
その連絡文書では収容施設を高度に警備された刑務所として運営するよう指示し、収容者は「思想変革、学習と訓練、規律の遵守」について点数がつけられ、文書に記された命令には以下のようなものがあった。
- 「絶対に脱走を許すな」
- 「違反行動には厳しい規律と懲罰で対応せよ」
- 「中国標準語への矯正学習を最優先せよ」
- 「生徒には悔い改めと自白を促し、彼らの過去の活動が違法で犯罪的で危険な性質のものであることを深く理解させよ」
- 「浅い理解や悪い態度、反抗心すらうかがえる人には（中略）教育改革を実行し、確実に結果を達成しろ」

世界ウイグル会議顧問でイギリス勅選弁護士のベン・エマーソンはこの政策は「ひとつの民族コミュニティー全体を対象に作られ実行されている、巨大な集団洗脳計画」であり、「新疆ウイグル自治区にいるイスラム教徒のウイグル人を、個別の文化集団として、地球上から消滅させようとしている。そのために彼らを完全に作り変えることを意図した取り組みだ」と主張している。
劉暁明駐英大使は、収容所は新疆ウイグル自治区の人々を守るためであり、過去3年間テロ攻撃が起きていないと反論した。
中国語名の「再教育营」はベトナム共産党政府が行なっていた再教育キャンプでも使われている。

## 収容人数
2018年5月、ランドール・シュライバー米国防次官補は「少なくとも100万人、しかし、おそらくは300万人の市民」が強制収容所に勾留されていると主張した。
2018年8月、人種差別撤廃委員会に所属し、過去には旧日本軍の慰安婦問題に関する報告書を書いたこともあるゲイ・マクドゥーガルは、「100万人のウイグル人市民が収容されているという多数の信頼できる報告書を受け取った。」と主張した。この時にマクドゥーガルが受け取った報告書は、ワシントンDCに本部を置き中国の人権問題を監視する事を目的に設立されたNGOである、Chinese Human Rights Defenders （CHRD）によって作成・提出された。ただし、CHRDは非民主国家に対する民主化工作を実施する目的で設立された全米民主主義基金からの資金が大部分を占めており、委員会に提出されたレポート自体も、親米世論形成や反共工作の為に設立されたとされるラジオ・フリー・アジアからの情報が多く含まれている。報告書は8人のウイグル人への聞き取り調査に基づいて書かれたが、この8人は全員匿名で本人が目撃していない伝聞情報も含まれている。ウイグル人達は自分の村から数百人が連れ去られたとの推定を述べており、報告書はその推定証言から村全体から何人が収容されるかの確率を求め、その確率からウイグル自治区全体で人口の何割が収容されたのかを推定している。中国大使館は「ばかばかしいほど小さなサンプルに示されている推定比率を新疆ウイグル自治区全体に適用し、100万人が拘留されたという大まかな結論を導き出した。」と主張している。
エドリアン・ゼンツは2019年の推定で毎年最大150万が勾留されていると主張した。ChinaFileはJamestown Foundationの記事におけるゼンツの主張を根拠に数十万から百万人が収容されていると主張した。ゼンツの報告書は、トルコに本拠を置くウイグル人亡命メディア組織であるIstiqlalTVを唯一の情報源として書き上げられたとされているが、The GrayZoneは「IstiqlalTVはウイグル独立を主張するイスラーム過激派組織であり、テロ組織として指定されている東トルキスタンイスラム運動（ETIM）と繋がりが深く、ETIMのリーダーであるアブドゥカディール・ヤプクアン（Abdulkadir Yapuquan）を頻繁に番組に出演させている。ヤプクアンは中国だけでなく、世界中のユダヤ人やその他の勢力に対してもジハードを仕掛けるべきだと述べている。」と主張している。
ユニオン・オブ・カトリック・アジアン・ニュースはラジオ・フリー・アジア（RFA）の報道を根拠に数千人が収容されたと主張した。

ボイス・オブ・アメリカ（VOA）はホータンのアクサライ村の警察官に対してRFAが行った取材を根拠に「警察は地元住民の40パーセントを拘束するよう指示されたと語ったが、実際には2060人の村から82人が施設に送られた。」と主張する一方で、「カシュガルのシャプトゥル郡警察署の警察官はRFAの取材に対し、再教育キャンプに拘禁する人の目標割合は与えられていなかったと語った。」とも主張した。

自治区当局はすでに収容者は全員「卒業」したと主張しているが、オーストラリア戦略政策研究所（ASPI）は2020年9月に少なくとも61箇所で新たな収容所建設の徴候があるとする報告書を発表している。
上述の報告書に対し中国は北京で行われた会見の中で、「ASPIは報告書の中で、実際には民間施設である外壁のある全ての建物を「拘置所」と認定した。例えば、報告書で言及されているトルファン市の「拘置所」は、実際には地方行政の建物である。実際、カシュガルの「拘置所」は老人ホーム、公園、地元の高校の校舎でしかない。」と主張した。また、中国のCGTNは「オーストラリアのASPIのような組織は全米民主主義基金から資金提供を受けていることが公文書に記録されており、中立な団体とは言えない。」と主張した。

## 人工知能によるプレディクティブ・ポリシング
国際調査報道ジャーナリスト連合（ICIJ）のベサニー・アレン・エブラヒミアンは記事の中で、「入手した中国政府の内部文書によれば監視カメラやスマートフォンなどから個人情報を収集してアルゴリズム解析するAIと、機械学習を利用したプレディクティブ・ポリシングで選別されたウイグル人の内の、2017年6月時点で約1万5千人がこのシステムで収容所に投獄された。」と主張している。ノッティンガム大学の新疆研究者であるリアン・トゥムは「コンピュータが人間を強制収容所に送る例は他にない」と主張している。またBBCは、「同文書には携帯電話にファイル共有アプリZapya（快牙）を入れていることだけを理由に180万人が要注意人物とされ、そのうち4万557人の調査を命じ、容疑を晴らすことができない者には強制訓練を受けさせると記されていた。」と主張している。
ICIJは「内部文書のマニュアルでは最低でも1年は拘束されなければいけないとの条項が含まれているが、一部の元受刑者によれば必ずしも強制されるわけではなく、もっと早く釈放される人もいるとされる。」と主張した。更に、ウイグル人民政府のスポークスマン、エリジャン・アナヤットは「再教育センターは寄宿施設として運営されており、研修生は定期的に帰宅したり個人的な用事のために休暇を申請できる。」と主張し、監禁されて自由が奪われるとの主張に反論した。
ICIJの記事によれば、「収容所のマニュアルでは職員に対し、「家族と生徒に安心感を与えるために、生徒が少なくとも週に1回は親族と電話で会話し、少なくとも月に1回はビデオで会うようにする」よう指示しているとされている。

## 施設
2018年11月と12月に Bitter Winter 誌は、グルジャ地区にある2か所の強制収容所で撮影されたされる3本の動画を公開した。動画に映る施設は軍事刑務所のような特徴がみられ、同誌はこの施設を中国政府が主張するような「学校」「職業訓練施設」ではなく、「強制収容所」であると主張している。Business Insiderは、2本目の「Bitter Winterの動画は、新疆で以前勾留されていた者や目撃者の証言と合致する」と主張している。
ICIJは流出した文書を根拠に「収容所の職員に対し、1つのグループ卒業者を1つのグループとして就職させるよう指示しており、職業訓練を修了した人は作業施設に配置されることを示唆している。」と主張し、更に「マニュアルでは警察署と司法機関に対し元拘留者が就職した後も１年間は目を離してはならないと指示している。 」と述べ、「被拘禁者が警察の常時監視の下で収容所を出た後で強制的に作業現場に送られるという報告を裏付けている。」と主張した。

## 強制性の有無
エイドリアン・ゼンツは「多くの内部文書では、拘留されている人々と訓練を受けている人々を区別しておらず、『拘留された研修生』という表現が政府文書で使用されている。」「中国政府は研修生が定期的に自宅休暇を申請できると主張するが、実際にどの程度の休暇を要求できるか説明する文書は見つからない。」「これは研修生が自発的に入所するという主張と逆に、強制的に拘留されている実態を示している。」と主張した。

これに対し中国側は「犯罪にならない軽微な度合いでテロ活動に関与した者、或いはテロ活動で有罪判決を受けて釈放後に再教育を受ける必要があると判断された者には、法律に従って教育が施される。」「テロ活動に関与した人物でも実際に被害が発生していない段階なら、自発的に再教育センターに入る事を選択すれば刑罰が免除される。」「彼らは研修の目的、方法、評価基準などを明確に取り決めた研修契約を締結した上で再教育センターに入所している。」と主張した。

## 各国の反応

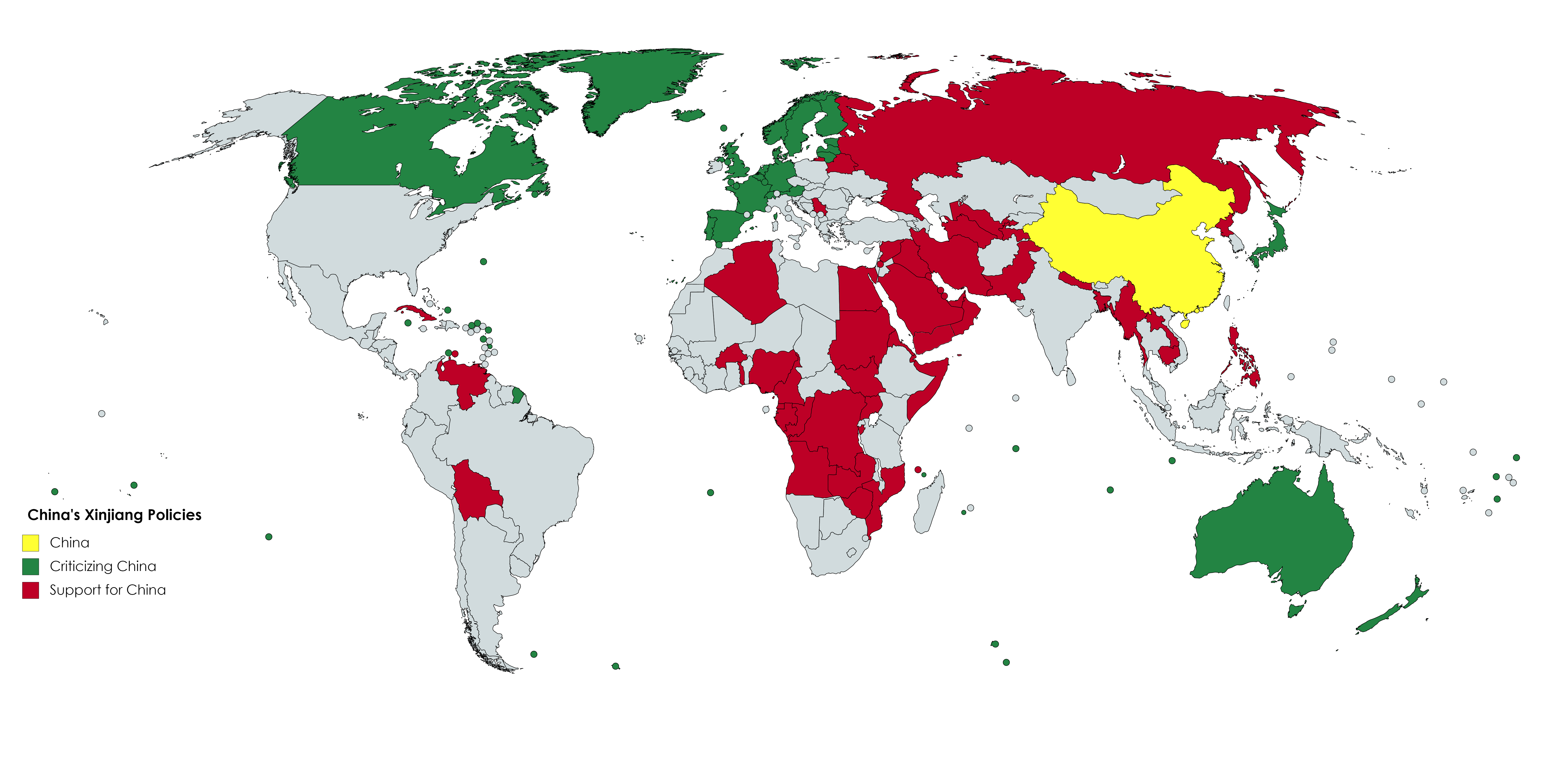
2019年7月時点の国際社会の反応
中国の新疆政策を非難した国
中国の新疆政策を支持した国
中国

2019年7月10日、国際連合人権理事会で日本、イギリス、フランス、ドイツ、オーストリア、ベルギー、カナダ、デンマーク、エストニア、フィンランド、アイスランド、アイルランド、ラトビア、リトアニア、ルクセンブルク、オランダ、ニュージーランド、ノルウェー、スペイン、スウェーデン、スイスの22カ国が共同書簡を公開してこの政策を非難し、12日にはイタリアも批判に加わって23カ国となった。
これに対して14日に中国の新疆政策を支持する共同書簡をサウジアラビア、エジプト、パキスタン、カタール、アラブ首長国連邦、バーレーン、クウェート、オマーン、トルクメニスタン、南スーダン、スーダン、アルジェリア、ナイジェリア、アンゴラ、トーゴ、ブルキナファソ、ブルンジ、コモロ、コンゴ共和国、コンゴ民主共和国、エリトリア、ガボン、ラオス、ソマリア、カメルーン、ボリビア、タジキスタン、フィリピン、カンボジア、ベラルーシ、ベネズエラ、ジンバブエ、ミャンマー、キューバ、北朝鮮、シリア、ロシアの37カ国は公開し、26日にイラン、イラク、ジブチ、スリランカ、パレスチナなどの13カ国も署名に参加して50カ国となった。トルコは「100万人を超えるウイグル族が収容所で拷問や洗脳を受けている」としてキャンプを同年2月の国連人権理事会で批判した唯一のイスラム教国だったが、イスラーム諸国が集まるイスラム協力機構（OIC）は翌3月にムスリムに対する中国の措置への「称賛」を決議しており、同年7月に中国を非難した共同書簡に名を連ねず、同時期に訪中したトルコのレジェップ・タイイップ・エルドアン大統領も一転して批判しなかった。しかし、翌8月20日にトルコと親密なカタールは中国を支持する共同書簡への署名を撤回した。
11月24日のICIJによるチャイナ・ケーブル報道について中華人民共和国外交部報道局の耿爽は同日、新疆ウイグル自治区の問題は国内問題であると述べ、在英大使はフェイクニュースだと述べた。
ICIJによるチャイナ・ケーブル報道に協力した南ドイツ新聞によれば、レポートは中国当局に検閲され、ICIJによるの国のインターネット検索のほとんどすべての参照先が消去された。
11月25日、イギリス外務省は「国連による収容所への即時かつ自由なアクセス」を求めた。同日、ドイツ外相はウイグル族の抑留を非難し、収容所へのアクセスを行うために中国政府と交渉すると述べた。
10月8日に米中貿易協議で、アメリカのマイク・ポンペオ国務長官はウイグル人、カザフ人等への不当勾留や虐待に責任がある、また共謀していると考えられる中国高官や役人にビザ制限をすると表明していた が、チャイナ・ケーブル報道後の11月26日、ポンペオ国務長官は報道された文書によって、中国が新疆で重大な人権侵害を意図的に行っていることが確認できたと述べた
2019年11月29日に国際連合総会の第3委員会では、国連人権理事会を脱退していたアメリカ合衆国を含む日米欧などの23カ国が共同声明でキャンプなど新疆政策の撤回を求めるもこれに対抗してベラルーシとロシアやエジプトなどの54カ国は共同声明で中国の措置を支持した。
2019年12月3日、ウイグル人をはじめとする中国のイスラム教徒への人権侵害を非難し、党委書記の陳全国への制裁を求めたウイグル人権政策法案が米国下院で407対1の圧倒的賛成多数で可決された。
2019年12月6日、中国の華春瑩報道官はグアンタナモ収容所の報告書を引き合いに「人権問題でアメリカは偽善である」と述べた。なお、グアンタナモでのウイグル人被収容者の尋問には中国当局が参加していたとアメリカ合衆国司法省などは報告しており、グアンタナモなどで問題となった強化尋問技術は朝鮮戦争時代の中国共産党の洗脳技法からつくられたことがアメリカ合衆国上院軍事委員会で報告されている。
2020年6月17日、ジョン・ボルトン元国家安全保障問題担当大統領補佐官が2019年G20大阪サミットの際にアメリカのドナルド・トランプ大統領がキャンプへの理解を求める中国の習近平国家主席（総書記）に対して「建設を進めるべきで正しい選択だ」と後押ししたと回顧録で暴露したことが報じられた。同時期、トランプ政権は議会を通過したウイグル人権法に署名してウイグル族の強制収容などに責任がある中国の当局者に制裁が科すことが政権に義務付けられた。
2021年6月22日に開かれた国連人権理事会で、オーストラリア、イギリス、フランス、ドイツ、日本、アメリカなど40カ国超が、新疆ウイグル自治区の人権状況について「深刻な懸念を抱いている」との共同声明を発表し、国連人権高等弁務官のミシェル・バチェレの新疆ウイグル自治区訪問と調査を受け入れるよう中国に要求した。声明は「信頼できる報告では、新疆で100万人超が恣意的に拘束され、ウイグル族やその他少数民族に偏った監視が広がり、基本的な自由やウイグル文化への制限を示している」と主張し、拷問や強制不妊手術や性的暴行や子供を親から引き離すなどの報告もあるとし、さらに「国家安全維持法下での香港の基本的自由悪化とチベットでの人権状況を引き続き深く懸念している」とも主張した。

## 関連企業
2019年5月時点で少なくとも68のヨーロッパの企業が新疆ウイグル自治区と提携している。その内十数社がドイツ企業で、抑圧に関係しているかどうかに関わらず、公的監視を受けている。
フォルクスワーゲンは2013年からウルムチに工場を設置し、650人を雇用しているが、これは利益になっておらず、政治的思惑からのものとみられている。
シーメンスは国営企業中国電子科技集団公司 （CETC)と協力し、ウイグル族の追跡と評価に使用されるAI監視システム「一体化統合作戦プラットフォーム」の開発に携わっている。
化学メーカーBASFはコルラ市で2つの生産拠点を合弁事業を展開しており、少数民族を含む120人がブタンジオールとポリテトラヒドロフラン生産工場で勤務しているが、監禁事例はない。
Boschは当局に従業員の抑留をしないよう警告し、社内にイスラム教礼拝室を提供すると発表した。
アメリカの民間軍事会社であるブラックウォーターUSAの創業者だったエリック・プリンスが設立したフロンティア・サービス・グループは新疆ウイグル自治区で対テロ訓練施設の建設などを行ってる。

### Xinjiang Papers（新疆文書)
- Xinjiang Papers（新疆文書):“‘Absolutely No Mercy’: Leaked Files Expose How China Organized Mass Detentions of Muslims”. ニューヨーク・タイムズ. (2019年11月16日) 2019年12月22日閲覧。

### チャイナ・ケーブル（中国電報）
- チャイナ・ケーブル（中国電報）:“Read The China Cables Documents”. 国際調査報道ジャーナリスト連合（International Consortium of Investigative Journalists ; ICIJ）. (2019年11月24日) 2019年12月22日閲覧。

### 記事
- “Das sind die China Cables” (ドイツ語). Süddeutsche Zeitung GmbH, Munich. (2019年11月25日) 2019年11月27日閲覧。
- “The China cables” (英語). The Guardian. (2019年11月24日) 2019年11月27日閲覧。
- “The Irish Times view on the China Cables: Xinjiang's nightmare” (英語). The Irish Times, Dublin. (2019年11月24日) 2019年12月4日閲覧。
- Zenz, Adrian (2019年11月24日). “China Didn't Want Us to Know. Now Its Own Files Are Doing the Talking.” (英語). The New York Times. ISSN 0362-4331 2019年12月4日閲覧。
- Adrian Zenz (2019年11月). “"Wash Brains, Cleanse Hearts": Evidence from Chinese Government Documents about the Nature and Extent of Xinjiang's Extrajudicial Internment Campaign”. Journal of Political Risk 7 (10)
- TBS NEWS (13 June 2021). ウイグルの職業訓練施設とは？【報道特集】. You Tube.